# Dub Syndicate
Dub Syndicate est un groupe de musique dub, formé par Adrian Sherwood, et est devenu la vitrine de la collaboration entre Adrian Sherwood et Style Scott, ancien batteur des Roots Radics et de Creation Rebel.
Dub Syndicate propose un son dub "classique" jusqu'à leur troisième album, Tunes From The Missing Channel (1985), dans lequel le groupe donne naissance à un son dub beaucoup plus expérimental et plus électronique. Cette nouvelle alchimie est basée sur les interactions entre Scott, Sherwood, et différents membres de Tackhead,  Skip McDonald, Keith LeBlanc, ainsi que Doug Wimbish.
Dub Syndicate a collaboré avec de nombreux artistes tels que Lee Scratch Perry, Bim Sherman (au chant), Deadly Headley (au saxophone) ou encore Dr. Pablo (au mélodica) (À ne pas confondre avec Augustus Pablo).
La plupart des productions du groupe est sortie sous le label On-U Sound Records, et a été produite par le propriétaire du label, Adrian Sherwood. Plus récemment, les albums du groupe ont été produits par le label de Style Scott, Lion & Roots record, et les droits ont été partagés entre Adrian Sherwood, Scientist, ainsi que Style Scott. Dub Syndicate a également collaboré avec des artistes de Dancehall tels que Luciano, Capleton, et Jr. Reid.

## Discographie

### Albums
- The Pounding System (Ambience in Dub) (1982)
- One Way System (1983)
- North of the River Thames (avec Dr. Pablo, 1984)
- Tunes from the Missing Channel (1985)
- Time Boom X De Devil Dead (avec Lee 'Scratch' Perry, 1987)
- Strike the Balance (1990)
- From the Secret Laboratory (avec Lee 'Scratch' Perry, 1990)
- Stoned Immaculate (1991)
- Echomania (1994)
- Ital Breakfast (1996)
- Mellow & Colly (1998)
- Fear of a Green Planet (1998)
- Acres of Space (2001)
- No Bed of Roses (2004)

### Compilations
- Classic Selection Volume 1 (1989)
- Classic Selection Volume 2 (1990)
- Live at the T+C - 1991 – avec Akabu et Bim Sherman (1993)
- Classic Selection Volume 3 (1994)
- Research and Development (1996)
- Live at the Maritime Hall (2000)
- Murder Tone (2002)
- Pure Thrill Seekers (2005)
- The Rasta Far I (2006)
- The Royal Variety Show (The Best Of Dub Syndicate)